# Jules T. Allen

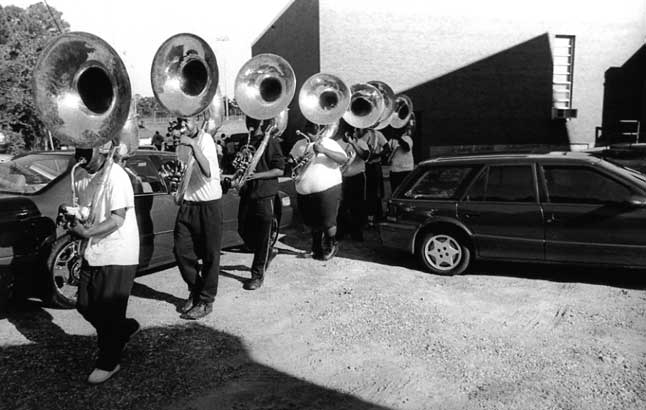
Cyklus Marching Bands 2006

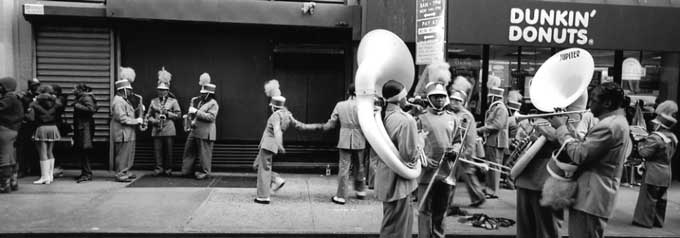
Cyklus Marching Bands 2006

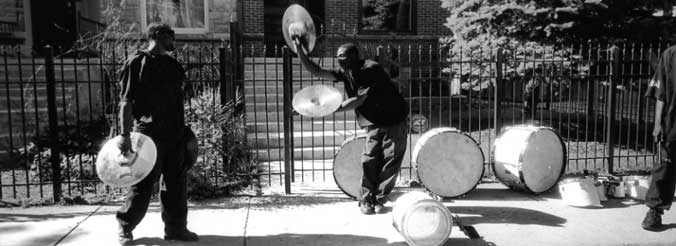
Cyklus Marching Bands 2006

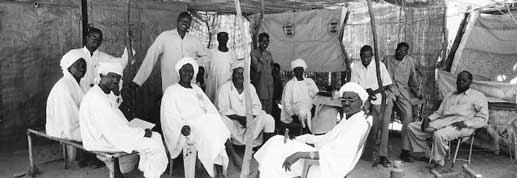
Cyklus Africa 2005

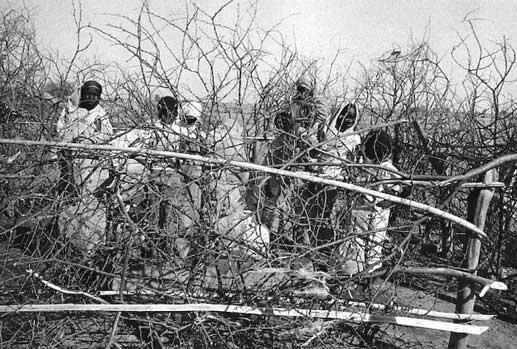
Cyklus Africa 2005

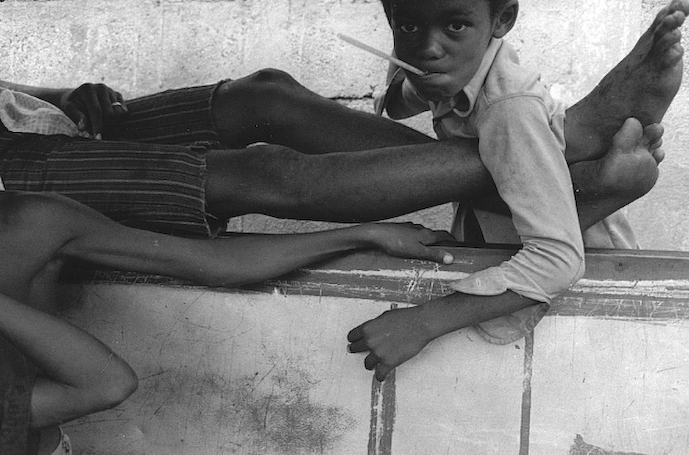
Cyklus Rhythmology, 2007

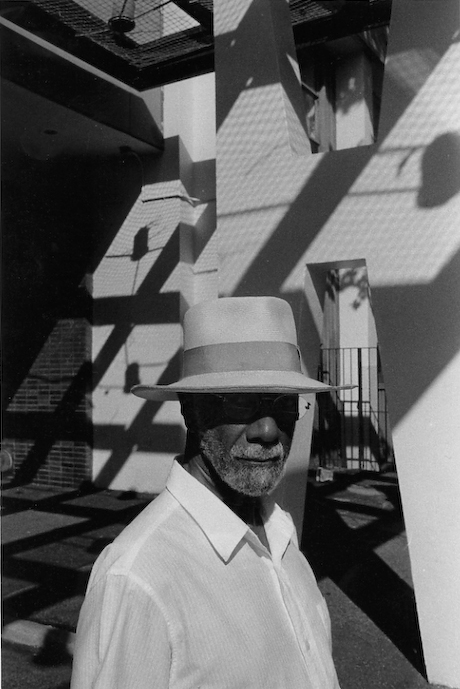
Cyklus Rhythmology, 2008

Jules T. Allen (* 13. září 1947, San Francisco, Kalifornie) je americký fotograf a profesor umění a fotografie na oddělení Art & Photography vysoké školy Queensboro Community College, City University of New York, kde učí již po dvě desetiletí.

## Život a dílo
Sdílí víru fotografky Diane Arbusová, která uvádí: "konkrétnější věc je obecnější". Umělec Danny Dawson o něm prohlásil: "Allen je obdarován jasným okem ve svém celoživotním díle postavené na základě zkušenosti černocha. Jeho snímky zobrazují bohatství života černochů s univerzálními vzorci. Jeho snímky inspirovaly novináře, vizuální umělce, hudebníky, dramatiky (Ntozake Shange), básníky (Sekou Sundiata) nebo filmové tvůrce (Manthia Diawara).
Allenovy knihy Hats and HatNots, Black Bodies a publikace z roku 2011 o životě v newyorském Gleason's Gym s názvem Double Up: Photographs by Jules Allen, podobně jako současné práce na Marching Bands, Rhythmology and Veils & Masks sklízejí u kritiků úspěch. Často vystavoval v USA i v zahraničí, jeho díla jsou ve stálých muzejních sbírkách, je držitelem mnoha grantů a ocenění. Jeho fotografie jsou umístěny v muzejních sbírkách po celém světě. Jeho rozsáhlé obchodní a firemní práce jsou k vidění na obálkách mnoha světových publikací a magazínů, jako je například Business Week Forbes a Black Enterprise, stejně jako řada spoluprací s firmami a významnými klienty v rámci hudebního průmyslu.

## Sbírky
- New Britain Museum of American Art, New Britain, CT
- Agnes B, Paris, Francie
- Brooklyn Museum, New York, NY
- National Museum of American Art
- Smithsonian Institution, Washington, D.C.
- The Museum of Modern Art, New York, NY
- Schomburg Center for Research in Black Culture, New York, NY
- Studio Museum in Harlem, New York, NY
- Queensborough Community College/CUNY, New York, NY
- Dreyfus Fund, New York, NY
- Overholland Museum, Amsterdam, Netherlands

## Výstavy
- Propositions on the Permanent Collection, Group Exhibition, Studio Museum of Harlem, New York, NY, 2009
- Marching Bands Exhibit, Solo Exhibition, The Jazz Gallery, New York, NY, 2006
- Photographs: Jules Allen, Solo Exhibition, Institute of African Affairs, NY University, New York, NY, 2006
- Imagenes Havana, Group Exhibition of Latin, Caribbean and U.S. photographers, Santiago/ Havana, Cuba, co-sponsored by Fototeca, Royal Nederland’s Embassy and The Washington Post, 2004
- African American Masters, American Museum of Natural History, Traveling Exhibition, 2004
- Americanos, Group Exhibition, Smithsonian Institution, shown in 26 cities; Washington DC, New York, Chicago, San Antonio, Houston, Austin, Los Angeles, Omaha, St. Petersburg, Tucson, Milwaukee, Boston, Charlotte, 2002
- Life of the City, Group Exhibition, Permanent Collection, Museum of Modern Art, New York, NY, 2002
- Committed to the Image, Group Exhibition, Brooklyn Museum of Art, New York, NY, 2001
- Harlem, Group Exhibition, Leica Gallery, New York, NY, 2000
- Black New Yorkers/ Black New York, Group Exhibition, Schomburg Center, New York, NY, 1999
- Americanos: Latino Life in the United States, Group Exhibition, a Museum of the City of New York, NY, 1999
- Living for the City, Group Traveling Exhibition, Parsons School of Design, New York, NY, 1997
- Icon to Narrative: Harlem, Group Exhibition, IRADAC Center, New York, NY, 1998
- Domestic Abuse Awareness Project, Group Exhibition & Auction, Kent Gallery, New York, NY, 1997
- Million Man March, Group Exhibition, Del Pryor Galleries, Detroit, MI, 1997
- Hats and Hat Nots, Solo Exhibition, Drew University, New Jersey, 1995
- Gesture and Pose, Group Exhibition, Museum of Modern Art, New York, NY, 1994
- Our Town, Group Exhibition, Burden Gallery, New York, NY, 1993
- In the Ring, Solo Exhibition, Snug Harbor Cultural Center & Newhouse Center for Contemporary Art, Staten Island, NY, 1993
- Hats and Hat Nots, Solo Exhibition, QCC Art Gallery, CUNY, Bayside, Queens, NY, 1993
- Public Photographs, Solo Exhibition, 60 Bus Shelters Throughout Harlem], NY, Public Art Fund, New York, NY, 1992
- Songs of My People, Group Exhibition, Corcoran Gallery, Washington, D.C., Museum of the City of New York, NY, 1992
- Fighting Spirit, Solo Exhibition, Delta Axis Arts Center, Memphis, TN, 1992
- Home, Group Exhibition, De Meervaart Cultural Center, Amsterdam, The Netherlands, 1991
- Two Photographers, Group Exhibition, Geneva, Switzerland, 1991
- On the Edge, Group Exhibition, Henry Street Settlement House, New York, NY, 1991
- Mean Streets, Group Exhibition Museum of Modern Art, New York, NY, 1991
- Contemporary Urban Images, Group Exhibition Studio Museum in Harlem, New York, NY, 1990
- The Knife, Group Exhibition, Agnes B. Gallery, Paris France, 1990
- Black USA, Group Exhibition, Overhollander Museum, Amsterdam, The Netherlands, 1990
- Photography and the Culture Climate, Solo Exhibition, University of Michigan, Ann Arbor, 1989
- A Little More Towards the Light, Solo Exhibition, Shadow Image Gallery, New York, NY, 1989

## Ocenění a prezentace
- Portfolio, "Killens Review of Arts & Letters, Fall/Winter 2010"
- Lecture, Hatch Billups Artist & Influence, New York, NY, 2009
- Research & Photography Grant Funding, CETL Grants & Awards Archivováno 17. 8. 2009 na Wayback Machine. City University of New York, NY, 2004–2009
- Research & Photography Grant Funding, CETL Grants & Awards Archivováno 17. 8. 2009 na Wayback Machine. City University of New York, NY, 2003
- Imagenes Havana, Documentary Photography Panel, Seminar for Latin, Caribbean and US photographers; co-sponsored by The Washington Post and Fototeca, 2003
- Research & Photography Grant Funding, City University of New York, NY, New York Foundation for the Arts, NY, 1994–99; 2001
- Award, New York Council of the Arts, & Public Art Fund Presentation; “60 Bus Stop Shelters,” City College of New York, NY, 1992
- Photography Grant, New York Foundation for the Arts, 1991
- Panelist, Society for Photographic Education, Santa Fe, NM, 1990
- Grant, Light Work, Syracuse, NY, 1986
- Judge, Photography Panel, New York Foundation for the Arts, NY, 1986
- Fine Arts Panelist, Massachusetts Council on the Arts, Boston, MA, 1986
- Photography Grant, New York Foundation for the Arts, New York, NY, 1985
- Award, CAPS, Photography, New York, NY, 1980

### Hudba a zábava
- Hard Edge Productions
- Jazz Times
- Bomb Magazine
- The Art of David Hammons